# John Gregory Dunne
Pour les articles homonymes, voir Dunne.
John Gregory Dunne, né le 25 mai 1932 à Hartford, au Connecticut, et décédé le 30 décembre 2003, à New York, est un écrivain, journaliste, critique littéraire et scénariste américain, auteur de quelques romans policiers.

## Biographie
Né d'un père chirurgien dans une famille d'origine catholique irlandaise de six enfants, il est le frère cadet de l'écrivain Dominick Dunne. Il fait ses études au Porthmouth Priory School, une prestigieuse institution d'enseignement du Rhode Island, puis entre à l'Université de Princeton où il obtient un bachelor's degree en 1954. Peu après, il s'engage pour deux ans dans la U.S Army, puis travaille dans le milieu de la publicité, avant d'entrer comme journaliste et membre du comité de rédaction du Time Magazine pendant cinq ans.
Avec sa femme Joan Didion, qu'il épouse en 1964, il collabore à de nombreux films comme scénariste, notamment Panique à Needle Park, Une star est née et Personnel et confidentiel. Même s'il a écrit plusieurs romans, dont seul Sanglantes Confidences (True Confessions, 1977) est traduit en français, c'est surtout pour ses essais, chroniques et critiques littéraires (ces dernières souvent parues dans le magazine bimensuel The New York Review of Books), qu'il est connu, car ces divers textes ont été regroupés et publiés en recueils.
Joan Didion, qui a été mariée avec lui pendant 40 ans, relate son décès dans L'Année de la pensée magique (The Year of the Magical Thinking) en 2005 pour lequel elle obtient le National Book Award.
Il est le père de Quintana Roo Dunne, adoptée à la naissance avec Joan Didion qui meurt quelques mois après lui, à l'âge de 39 ans, d'une pancréatite aiguë.

## Œuvre

### Romans
- True Confessions (1977) Publié en français sous le titre Sanglantes Confidences, traduit par Philippe Garnier, Paris, Les Humanoïdes associés, coll. « Speed 17 » no 12, 1980  (ISBN 2-7316-0061-6) ; réédition, Paris, Gallimard, coll. « Série noire » no 2330, 1976  (ISBN 2-07-049368-7) ; rééd. sous le titre True Confessions, Paris, Éditions du Seuil, coll. « Le Seuil policier », 2015  (ISBN 978-2-02-116301-8)[2]
- Dutch Shea Jr.(1982)
- The Red, White and Blue (1987)
- Playland (1994)
- Nothing Lost (2004)

### Essais et autres publications
- Delano: The Story of the California Grape Strike (1967)
- The Studio (1969)
- Vegas: A Memoir of a Dark Season (1974)
- Quintana and Friends (1980)
- Harp (1989)
- Crooning: A Collection (1990)
- Monster: Living Off the Big Screen (1997)
- Regards: The Selected Nonfiction of John Gregory Dunne (2005)

### Scénarios

#### Au cinéma
- 1971 : Panique à Needle Park, film américain réalisé par Jerry Schatzberg, avec Al Pacino
- 1972 : Play It As It Lays, film américain réalisé par Frank Perry, adaptation du roman éponyme de Joan Didion
- 1976 : Une étoile est née (A Star Is Born), film américain réalisé par Frank Pierson, avec Barbra Streisand
- 1981 : Sanglantes Confessions (True Confessions), film américain réalisé par Ulu Grosbard, adaptation par John G. Dunne de son propre roman, avec Robert De Niro
- 1996 : Personnel et confidentiel (Up Close and Personal), film américain réalisé par Jon Avnet, avec Robert Redford

#### À la télévision
- 1965 : Kill Me on July 20th, épisode 29, saison 2 de la série télévisée américaine Kraft Suspense Theatre réalisé par Robert Douglas, avec Jack Kelly
- 1990 : Women and Men: Stories of Seduction, téléfilm à sketches américain réalisé par Frederic Raphael, Tony Richardson et Ken Russell
- 1995 : Broken Trust, téléfilm américain réalisé par Geoffrey Sax, avec Tom Selleck et Elizabeth McGovern

## Sources
: document utilisé comme source pour la rédaction de cet article.
- Claude Mesplède (dir.), Dictionnaire des littératures policières, vol. 1 : A - I, Nantes, Joseph K, coll. « Temps noir », 2007, 1054 p. (ISBN 978-2-910-68644-4, OCLC 315873251), p. 637